# 성경 사본
성경 사본 또는 성서 사본은 성경의 본문의 일부를 손으로 필사하여 남긴 사본이다.
성경(bible)은 그리스어의 biblia (책), 사본(manuscript)는 라틴어의 manu (손)와 scriptum(쓰여진)에서 유래되었다. 성경의 사본은 유대교 성서 본문의 각각의 구절을 담은 작은 크기의 스크롤에서 히브리어 성서, 신약성경, 외경 작품 등의 여러 언어로 쓰인 글을 수록한 글에 이르기까지 다양하다.
성경의 사본에는 오류가 포함되어 있을 수 있기 때문에, 성경 사본에 대한 연구는 매우 중요하다. 성경의 문서 비평 과학은 원 성경 본문의 재구성, 특히 현재 인쇄되어 있는 판 보다는 이전에 쓰여진 것을 찾아 원래에 근접하는 성경 본문을 재구성하는 것을 목표로 한다.

## 히브리어 성경 (타나크)의 사본 목록
en:List of Hebrew Bible manuscripts 참고
타나크의 사본 중 가장 오래된 것들로는 알레포 사본 (서력 920년경) 및 레닌그라드 사본 (서력 1008년 경)을 예로 들 수 있다. 1947년 쿰란에서 발견된 사해 문서로 인해, 타나크 사본의 역사는 두 완전판 고본보다 1000년을 거슬러 올라갔다. 이 발견 이전에는, 가장 오래된 현존 사본으로는 바티칸 사본 및 시나이 사본 등 그리스어 사본이었다.
쿰란에서 발견된 800여 개의 사해 문서 사본 중에, 220개가 타나크였다. 에스텔서를 제외한 타나크의 각 권들이 있었으나 대부분 일부분 만이 존재한 상태였다. 주목할 만한 부분으로, 이사야서의 두 종의 스크롤이 있었다. 완전하게 보존된 판(1QIsa)과 75% 정도 보존된 (1QIsb)이 그것이다. 이들 사본은 기원전 150년에서 70년 사이에 만들어진 것으로 밝혀졌다.

### 현존하는 타나크 사본
|               |                                                         |                            |                                 |                                                                                        |  |  |  |  |  |  |
| 판본          | 발견된 예                                               | 언어                       | 작성 연대                       | 가장 오래된 사본                                                                       |  |  |  |  |  |  |
| '은 문서'     |                                                         | 페니키아-히브리어          | 기원전 650–587년                | 기원전 650–587년 (애뮬럿과 함께 민수기에 기록된 제사장 축복(Priestly Blessing)가 출토) |  |  |  |  |  |  |
|               |                                                         |                            |                                 |                                                                                        |  |  |  |  |  |  |
| 사해 문서     |                                                         | 히브리어, 아람어, 그리스어 | 대략 기원전 150년 ~ 기원후 70년 | 대략 기원전 150년 – 기원후 70년 (단편)                                                 |  |  |  |  |  |  |
|               |                                                         |                            |                                 |                                                                                        |  |  |  |  |  |  |
| 칠십인역      | 바티칸 사본, 시나이 사본 및 몇몇 이전 파피루스 사본     | 그리스어                   | 기원전 300~100년                | 기원후 2세기 (단편) 4세기 (완전판)                                                     |  |  |  |  |  |  |
|               |                                                         |                            |                                 |                                                                                        |  |  |  |  |  |  |
| 페시타        |                                                         | 시리아어                   |                                 | 5세기초                                                                                |  |  |  |  |  |  |
|               |                                                         |                            |                                 |                                                                                        |  |  |  |  |  |  |
| 불가타        | 아미아티누스 사본                                       | 라틴어                     |                                 | 5세기초 8세기 초(완전판)                                                               |  |  |  |  |  |  |
|               |                                                         |                            |                                 |                                                                                        |  |  |  |  |  |  |
| 마소라 본문   | 알레포 사본, 레닌그라드 사본 및 다른 몇가지 일부 필사본 | 히브리어                   | 대략 기원후 100년               | 10세기 (완전판)                                                                        |  |  |  |  |  |  |
|               |                                                         |                            |                                 |                                                                                        |  |  |  |  |  |  |
| 사마리아 오경 |                                                         | 사마리아 히브리어          | 기원전 200~100년                | 최고 현존 필사본은 11세기경, 학자들에게 전해진 필사본으로는 16세기                     |  |  |  |  |  |  |
|               |                                                         |                            |                                 |                                                                                        |  |  |  |  |  |  |
| 타르굼        |                                                         | 아람어                     | 기원후 500~1000년               | 5세기                                                                                  |  |  |  |  |  |  |
|               |                                                         |                            |                                 |                                                                                        |  |  |  |  |  |  |
| 콥트어 성경   | Crosby-Schøyen Codex, British Library MS. Oriental 7594 | 콥트어                     |                                 | 3~4세기                                                                                |  |  |  |  |  |  |
|               |                                                         |                            |                                 |                                                                                        |  |  |  |  |  |  |

## 신약 성경의 사본들

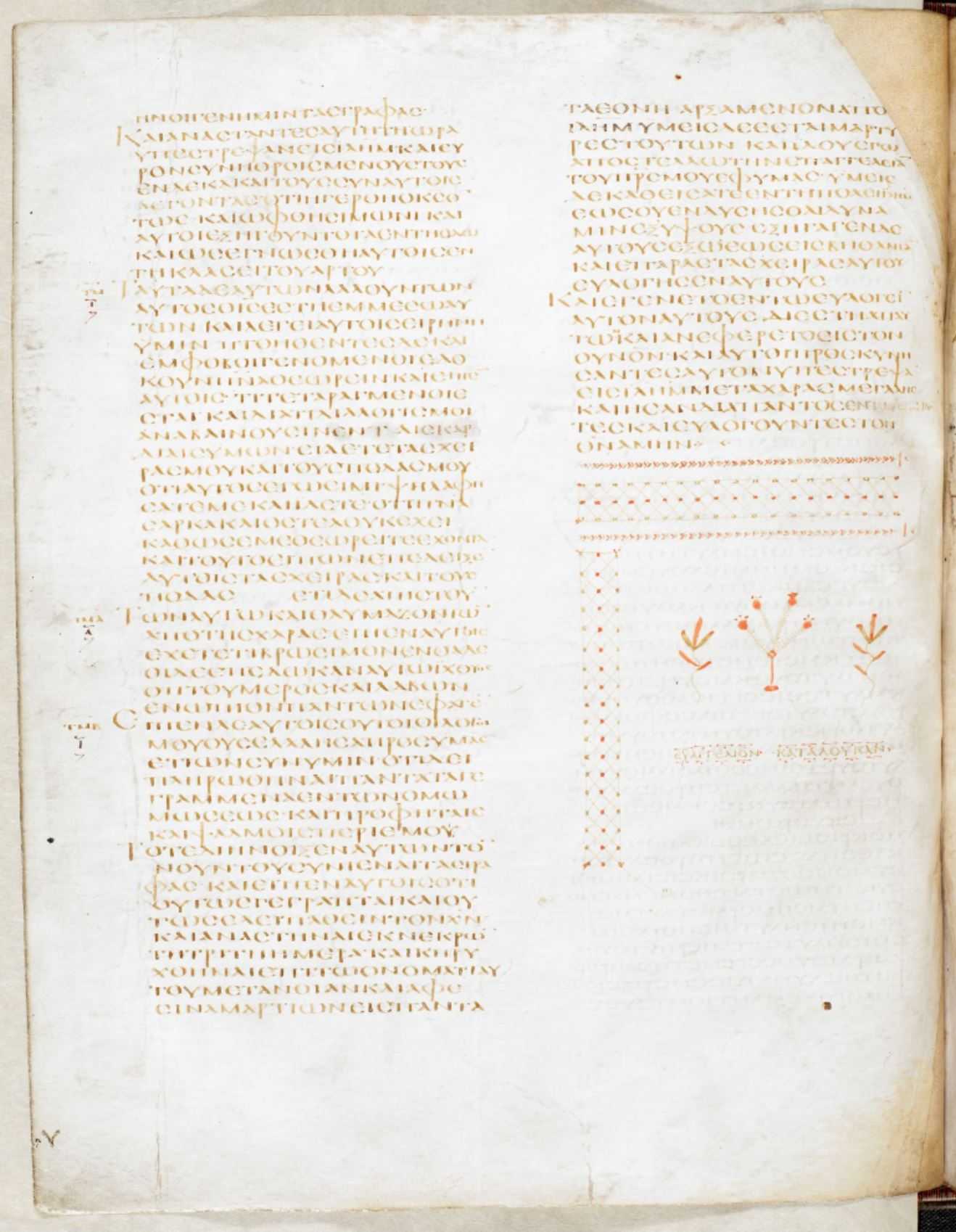
알렉산드리아 사본의 Folio 41v 부분. 장식 커트가 포함된 루가 복음서가 기술되어 있음

신약 성경은 여느 고대 문서와 비교하여 많은 양의 필사본들을 통해 보존되어 왔다. 이 가운데에는 완전하거나 일부 단편 형태의 그리스어 필사본으로 5,800여 점 이상, 10000여 점의 라틴어 필사본, 9,300여점의 시리아어, 슬라브어, 고트어, 에티오피아어, 콥트어, 아르메니아어 등의 고대 언어로 작성된 다양한 사본들이 존재한다. 이들 사본의 작성 시기는 이르면 약 125년(요한 복음서의 가장 오래된 사본의 일부 파편 - 파피루스 {\displaystyle {\mathfrak {P}}}52)으로부터 15세기 독일의 인쇄 도입 시기에까지 이른다.
압도적으로 많은 양이 존재하는 신약 성경의 사본이나, 후대에 작성된 사본에 기술된 본문의 구성이 예전 고대 사본들에 기술된 구성과 그대로 일치하는 것은 아니다. 학자들에 따르면 99.5%는 내용 면에서는 일치하나, 철자 등 세세한 부분의 차이가 0.5%를 구성한다고 한다. 이러한 차이로 인해 신약 성경의 번역 내용에 영향을 주는 것은 아닌 것으로 보며, 현대의 성경 판본에서는 페이지 내의 각주 형태로 참고할 수 있도록 하고 있다.
사본들이 어디에서 발견되었는가에 관하여는 난점이 존재한다. 수도원 같은 곳에서는, 성경 사본을 보관하는 곳은 많은 경우에 이전의 사본을 재활용하기 위한 곳 이상이 아니었기 때문에, 불완전하거나 완결이 되지 않은 사본들이 저장되며, 이 사본들은 수도원이나 필사처에서 어떻게 활용할 지를 결정하였다. 활용을 위해 몇 가지 방안이 존재했다. 첫 번째는 사본이 적힌 파피루스나 양피지를 깨끗이 지우고 재활용하는 경우로, 이러한 일은 옛날, 특히 중세에 이르러서는 빈번하였다. 이렇게 재활용된 사본들은 팔림프세스트(palimpsest)라 하며, 유명한 팔림프세스트로는 아르키메데스 팔림프세스트를 들 수 있다.
재활용을 할 파피루스가, 만들어지고 나서 단기간 안에 재활용되지 않았다면, 파피루스의 경우 상하기 쉬워 결국 못 쓰게 되게 때문에 지워지는 빈도는 적었다. 더 이상 지우는 것이 불가능해졌을 때, 두 번째 선택으로 소각 처분되었다. 그리스도의 발언을 포함하는 사본이기 때문에, 신성을 지닌 것으로 취급되었을 것이며, 신성한 사본은 소각이 단순히 쓰레기 구덩이에 버리는 것 보다 훨씬 경건한 것으로 간주되었다. (옥시링쿠스 840 사본에서처럼 반례가 없는 것은 아니다.)
세 번째 선택은, 오늘날 '사본의 묘지'로 불리는 장소에 방치하는 경우였다. 시나이 사본이 발견된 시나이의 성녀 가타리나 수도원, 베들레헴 외곽에 있는 성 삽바스 수도원의 예에서 볼 수 있듯이, 학자들은 사본을 찾기 위해 도서관이 아닌 폐기된 문서들의 저장고를 탐색했다. (어떤 사본들은 장소 문제로 도서관 안에 놓여진 상자 또는 뒷칸 선반들 등에 보관되어 있기도 하였다.) 여기서 발견된 사본의 본문들은 기술 상의 오류를 및 정정을 포함하고 있어, 본문으로 채택되지 않았다. 이런 사본들의 정정은 수도원에서 필경한 문서들이 진본이었을 문서들과 비교가 되고 있었다는 증거일 가능성이 있다. 어쩌면 완전한 문서이며 오류가 없었다 하더라도 반복되는 사용으로 인해 약해졌거나, 혹은 분실되었던 문건의 일부가 이런 곳에 보관되어 있을 수도 있다. 일단 저장소에 보관되는 사본들은 습기와 충해로 인해 문서의 손실을 입었을 것이다.
완전본의 정확한 사본은, 사용되기 쉬운 장소에 배치되었을 것이며 이에 따라 빠른 시일 내에 닳아서, 반복되는 필사 작업이 요구되었을 것이다. 아울러, 사본의 작성은 장시간의 기간 동안 필경사의 집중을 요하는 작업이었기에, 사본을 만드는 데에 있어서, 단일 책으로 할지 연속되는 몇 권으로 할지, 사본의 크기, 필기하는 방식, 추가되는 삽화(이런 것들로 사본의 가치가 상승) 등의 내용을 의뢰자가 정하고 나서야 사본이 만들어졌을 것이다.
사본의 형태 및 표현 방식은 주문자의 미적 감각에 의해 좌우되기가 어려웠기 때문에, 여분의 사본을 축적하려는 생각은 아마도 불필요한 시간과 노력의 낭비로 여겨졌을 것이다. 학자들이 완전하고 일관된 형태의 사본보다 불완전하거나, 경우에 따라서는 내용에 충돌이 존재하는 사본의 일부를 찾으려 하는 이유 중의 하나가 여기에 있다.
그리스어 사본의 세기별 분포
|           | 신약성경 사본 | 신약성경 사본 | 신약성경 사본 | 성구집        | 성구집        |
| 세기      | 파피루스      | 언셜체 필사본 | 소문자 필사본 | 언셜체 필사본 | 소문자 필사본 |
| 2세기     | 2             | -             | -             | -             | -             |
| 2~3세기   | 5             | 1             | -             | -             | -             |
| 3세기     | 28            | 2             | -             | -             | -             |
| 3~4세기   | 8             | 2             | -             | -             | -             |
| 4세기     | 14            | 14            | -             | 1             | -             |
| 4~5세기   | 8             | 8             | -             | -             | -             |
| 5세기     | 2             | 36            | -             | 1             | -             |
| 5~6세기   | 4             | 10            | -             | -             | -             |
| 6세기     | 7             | 51            | -             | 3             | -             |
| 6~7세기   | 5             | 5             | -             | 1             | -             |
| 7세기     | 8             | 28            | -             | 4             | -             |
| 7~8세기   | 3             | 4             | -             | -             | -             |
| 8세기     | 2             | 29            | -             | 22            | -             |
| 8~9세기   | -             | 4             | -             | 5             | -             |
| 9세기     | -             | 53            | 13            | 113           | 5             |
| 9~10세기  | -             | 1             | 4             | -             | 1             |
| 10세기    | -             | 17            | 124           | 108           | 38            |
| 10~11세기 | -             | 3             | 8             | 3             | 4             |
| 11세기    | -             | 1             | 429           | 15            | 227           |
| 11~12세기 | -             | -             | 33            | -             | 13            |
| 12th      | -             | -             | 555           | 6             | 486           |
| 12~13세기 | -             | -             | 26            | -             | 17            |
| 13세기    | -             | -             | 547           | 4             | 394           |
| 13~14세기 | -             | -             | 28            | -             | 17            |
| 14세기    | -             | -             | 511           | -             | 308           |
| 14~15세기 | -             | -             | 8             | -             | 2             |
| 15세기    | -             | -             | 241           | -             | 171           |
| 15~16세기 | -             | -             | 4             | -             | 2             |
| 16세기    | -             | -             | 136           | -             | 194           |

### 필사 작업
필사본의 복제 작업은 일반적으로 필법과 서책 제조의 전문 교육을 받은 필경사가 수행하였다.
일부 필사본은 교정 작업을 거쳤으며, 문서를 면밀히 조사하는 학자들은 간간이 사본에서 원본과 수정된 내역을 발견할 수 있다.
6세기에는 사본 작성의 수행을 위해 할당된 별도의 방이 주어졌으며, 중세 유럽의 수도회에는 필사에 부가되는 장식의 필사(illuminated manuscript)를 위해 필사실(scriptorium)이 사용되게 되었다.
어떤 경우에는 한 사람이 문서를 읽으면 이를 복수의 필경사가 사본을 만드는 작업도 있었다.

### 사본의 구축
사본을 어떻게 보존하는가는 중요한 과제였다. 초창기의 신약 성경 사본은 파피루스에 기록되었는데, 파피루스는 나일강 삼각지대에서 채취해온 갈대 줄기로 만들었는데, 이 전통은 8세기까지 이어졌다. 파피루스는 시간이 지남에 따라 부식되거나 부서지기 쉬웠다. 이집트 지역의 건조한 기후 덕분이 일부 파피루스는 부분적으로나마 보존되어 왔으나, {\displaystyle {\mathfrak {P}}}77을 제외하고는 신약성경의 파피루스 사본 가운데 완전한 것은 존재하지 않는다. 대다수의 사본은 단편적인 단일 페이지 형태였다.
4세기 초엽에 들어서면 양피지 또는 벨럼지(vellum)가 신약 성경 사본의 주요 매체가 되기 시작한다.중국에서 최초로 만든, 12세기에 면화 또는 식물 섬유로 만들어진 종이가 성경 사본용으로 인기를 얻기까지는 계속 유지되었다.
2세기 경의 476본의 비 기독교 사본 가운데 97%는 두루마리 형태를 띠고 있다. 그러나 8점의 기독교 관련 사본은 모두 코덱스이다. 실제로 대다수의 신약성경의 사본은 코덱스이다. 코덱스 형태가 비 기독교 본문으로도 도입되는 예는 4~5세기까지는 주류가 아니었다. 이점으로 볼때 코덱스 형태가 초기 기독교인에게는 선호되었던 것으로 보인다.
파울로스 서신 등의 일부 신약성경의 분량을 고려하면, 신약성경 그 자체를 보더라도, 단일 두루마리에 제한된 공간에 싣기에는 적합하지 않았다. 이에 반해 코덱스 형태는 몇백 장의 페이지로 확장이 가능했다.

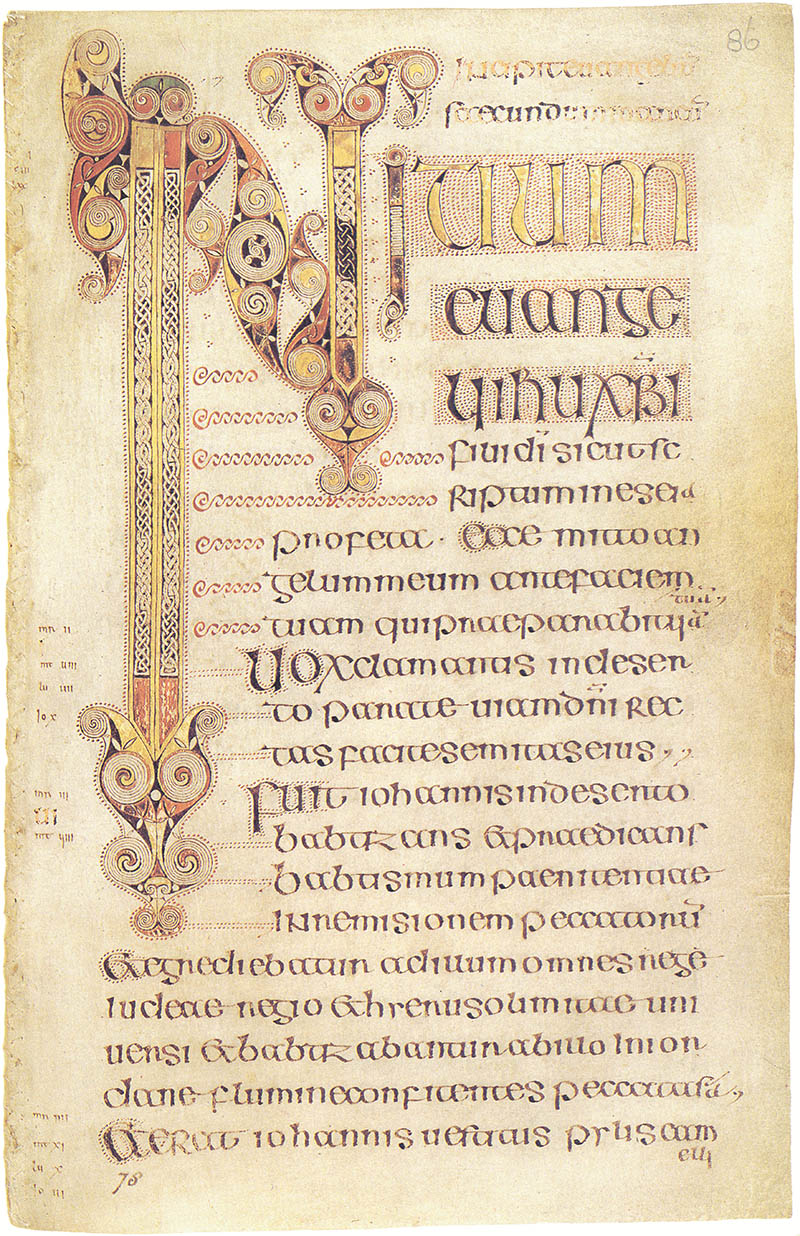
더로우의 복음서의 마르코 복음서 첫부분

### 신약 성경 사본의 특징
신약 성경 사본의 필사 형태는 다양하다. 이를 분류하는 방법의 한 가지는 필사 형태에 따른 구분이며, 북핸드(book hand) 형태와 필기체 형태로 나누는 방법이다. 엄밀하게 구분하면, 그리스어로 된 문헌의 많은 사본들은 북핸드라 불리는, 대문자로만 구성된 두 쪽이 펼쳐진 형식으로 기록되었다. 공식성이 떨어지는 문서들은, 빠른 속도로 작성이 가능할 법한 필기체 소문자로 기록되었다.
다른 구분 방법은 언셜체 사본 등의 대문자 필사본(majuscule)과 로마자 필기체 소문자로 작성된 필사본(minuscule)이다. 언셜체 대문자는 베이스라인과 문자의 사이의 틈이 일관된 높이를 유지하고 있으며, 이에 반해 로마자 필기체의 사본은 베이스 라인과 문자의 높이의 공간을 넘나드는 어센더 및 디센더가 있다. 일반적으로 언셜체 대문자 사본들은 소문자 표기보다 연대에서 앞서며, 대략 11세기를 전후로 구분된다.
초기의 대문자 필사본에는 무시해도 좋을 만한 구둣점 및 숨 기호가 있다. 또한 단어 사이의 띄어쓰기가 없으며, 단어, 문, 절이 문자로 계속 연결되어 있으며(스크립티오 콘티누아(scriptio continua)) 단어의 중간에 줄 바꿈이 발생한다. 서책을 제본하는 작업은 높은 수고를 들여야 했으며, 쪽 수를 줄이기 위해서는 여백을 줄이는 것이 한가지 방법이었다. 이 외에 다른 방법으로, 노미나 사크라처럼 자주 나오는 단어를 약자를 써서 줄이는 방식이 적용되었다. 또다른 방법은 팔림프세스트, 즉 예전 사본을 재활용한 사본을 도입하는 것이었다. 심혈을 기울인 조사의 와중에 학자들은, 사본의 어느 부분이 원래부터 그 매체에 작성된 것이며 새 텍스트의 기입을 위해 지워졌는가를 찾아내기도 한다. (Codex Ephraemi Rescriptus, 시리아 시나이 사본(Syriac Sinaiticus) 등)
원래의 신약성경 서책은, 따로 제목이 존재하지 않았고, 문단의 제목, 장과 절의 개념이 없었다. 이들 개념은 이후에 '독자들을 위한 도움'의 일환으로 개발되었다. 유세비안 카논은 복음서와 평행되는 이야기를 묶어 표 형태로 작성한 것으로, 초기의 구분 체계로 많은 사본의 여백 부분에 사용되었다. 5세기에 들어와 주제명 목록(κεφαλαία)이 사용되기 시작했다. 몇 세기를 걸쳐가면서 사본들에는 많은 장식들이 더해졌으며, 이들 장식은 아일랜드의 복음서, 켈의 서, 더로우의 서 등의 장식 사본 전통으로 발전되어 갔다.

### 카탈로그화 작업

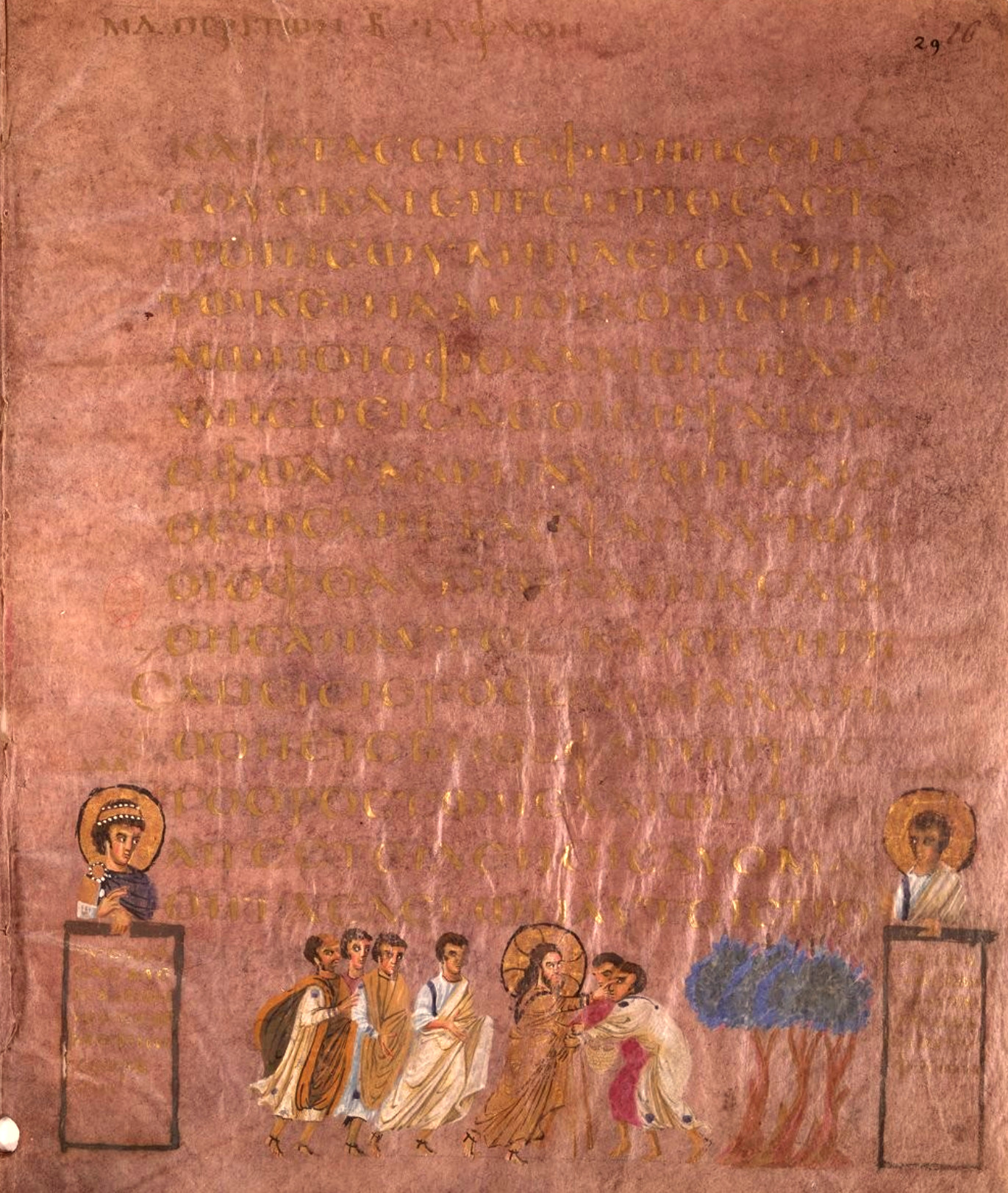
시노프 복음서 사본의 한 페이지. 예수가 맹인을 치유하는 모습이 아래쪽에 묘사되어 있다.

데시데리위스 에라스뮈스는, 1516년에 자신의 몇 사본에 대한 작업 결과를 바탕으로 그리스어 신약성경의 첫 번째 인쇄본을 편찬했다. 여러 사본을 이용한 것은, 에라스무스 자신에게 단일의 완전본의 작업 결과가 없었으며, 각 사본에는 약간의 오류들이 포함되어 있었기 때문이다. 18세기의 성서학자 요한 야콥 베트슈타인(Johann Jakob Wettstein)은 처음으로 성경 사본의 목록화를 시작한 성서학자 중 하나였다. 그는 사본을 기록 방식(언셜체 및 소문자체), 형식(성구집) 및 내용(복음서, 파울루스 서신, 사도행전 + 공동서간, 요한묵시록)을 바탕으로 분류하였다. 그는 각 내용의 그룹 별로 언셜 번호 및 소문자 필사본 번호, 성구집 번도 등을 각 작품에 매겨, 사본들이 그룹에 따라 같은 번호나 문자가 부여되도록 작업했다.
신약성경 전체가 실려 있는 사본에 대해서는, 알렉산드리아 사본은 A, Codex Ephraemi Rescriptus는 C 식으로, 내용 그룹에 따라 문자가 대응하도록 매겨졌다. 특별히 초기의 주목할만한 사본으로 Codex Vaticanus Graecus 1209에는 B 문자를 매겼다. (이 사본은 요한계시록을 불포함) 10세기 경의 요한계시록 사본에도 B가 매겨져, 이로 인해 혼란이 생겼다. 콘스탄틴 폰 티쉔도르프는 초창기의 거의 완전판에 가까운 성경의 사본 중 하나인 시나이 사본을 발견했다. 이는 베트슈타인의 카탈로그 체계가 도입된 후 1세기가 흐른 뒤였다. 그는 이 사본이 매우 중요하다고 여겼기에, 히브리 문자 알레프({\displaystyle \aleph })를 이 사본에 분류 문자로 매겼다. 이윽고 충분한 양의 언셜체 사본들이 발견되어 로마자 전 문자가 번호 매김에 소진되자, 학자들은 그리스 문자를 이어서 사용했으며, 나중에는 본 로마자 문자에 첨자를 붙이는 분류 문자로 이어갔다. 소문자 필사본들에도 일곱 종류의 다른 사본들이 같은 번호가 되거나, 신약성경의 완전본의 사본에 복수 그룹에 포함된 이유로 네 개의 다른 숫자가 매겨지는 경우가 있는 등 혼동의 여지는 존재한다.

#### 폰 조덴 체계
헤르만 폰 조덴(Hermann, Freiherr von Soden)은 1902년~1910년 사이에 사본에 대한 복잡한 카탈로그 체계를 공개하였다.
그는 내용에 따라 사본들을 그룹으로 묶어, 각각의 그룹에 그리스어 문자를 매겼다. 완전판의 신약성경은 δ, 복음서는 ε, 그 외의 사본의 일부는 α를 부여했다.
이 그룹 체계에는, δ 그룹에 포함되어 있으나 요한계시록을 포함하지 않는 사본이 있으며, 일반 서신 또는 바오로 서신을 포함하면 α 그룹에 포함되나 둘 다 포함하는 경우에 들어가지 않는 경우도 있는 등 결함을 갖고 있다. 폰 조덴은 그리스 문자 약자 뒤에는 작성 년도에 따라서 대략적인 번호를 매겼다 (δ1-δ49는 10세기 전의 사본에, δ150-δ249는 11세기 사본에) 이 체계는 사본의 년도가 재 설정되거나 특정 시대의 숫자 범위를 넘어서는 사본이 발견되는 경우에는 문제점을 드러냈다.

#### 그레고리-알란트 체계
카스퍼 레네 그레고리(en)는 1908년에 또다른 카탈로그 체계를 그의 저서 Die griechischen Handschriften des Neuen Testaments(신약성경의 그리스 필사본)에서 발표하였으며, 이 체계는 현재도 사용되고 있다. 그레고리는 사본을 네 부류로 나누었다. 파피루스, 언셜 대문자 사본, 소문자 필사본, 성구집. 이 구분은 부분적으로 독단적인 부분이 있다. 첫 번째 부류는 사본에 사용된 물리적 매체(파피루스)를 바탕으로 나누었다. 언셜 및 소문자 필사본은 사본에 사용된 글꼴의 차이에 따른 구분이다. 성구집 그룹은 내용에 따른 분류이다. 1000년 이전에 작성된 많은 파피루스 사본과 성구집은 언셜이다. 그럼에도 불구하고 어떤 면에서는 일관성이 있다. 시대에 따른 구분을 볼 때, 파피루스의 대다수는 초기에 작성되었으며, 파피루스는 4세기 경에는 양피지로 대체된다(파피루스 자체는 8세기까지 사용된 예가 존재하나) 비슷하게, 언셜의 대부분의 작성 년대는 11세기 이전이며, 소문자 필기체 사본은 그 이후부터다.
그레고리는 파피루스 사본에 P 로 시작하는 구별기호를 붙여, 흑자체로 표기하여 윗첨자 번호를 매겼다.({\displaystyle {\mathfrak {P}}}1, {\displaystyle {\mathfrak {P}}}2, ..., {\displaystyle {\mathfrak {P}}}n) 언셜체 사본들은 0부터 시작하는 구별 기호를 붙였으며, 널리 알려진 주요 사본들에 기존에 붙여졌던 구별 기호는 그대로 이용했다. 이로 인해 한 사본에 두 개 이상 구별 기호가 붙는 경우가 생기는데, 예를 들여 클라몬타누스 사본은 06외에 D가 붙여졌다. 소문자 필사본은 보통 숫자가 매겨졌으며, 성구집은 ℓ 로 시작하는 기호가 매겨졌다.
그레고리의 카탈로그 체계는, 1950년대부터 독일의 성경학자 쿠르트 알란트가 이어서 계속 사용되었다. 이런 이유로, 이상의 카탈로그 체계의 부여 번호는 '그레고리-알란트 번호'로 알려져 있다. 최근에 발견된 사본 가운데 이 번호 체계에 따른 번호가 매겨진 사본은 {\displaystyle {\mathfrak {P}}}131, 언셜 323번, 소문자 사본 2928번 및 ℓ 2463이다.

카탈로그 체계의 유산이 축적되며, 일부 사본은 처음에 각각 별개의 번호가 매겨졌으나 나중에 같은 사본의 일부였음이 밝혀진 경우도 있어, 목록에는 일부 중복도 존재한다. 예를 들어 마그달렌 파피루스는 {\displaystyle {\mathfrak {P}}}64와 {\displaystyle {\mathfrak {P}}}67이 매겨져 있다.
신약성경 본문 비평은 그리스어 사본이 주로 대상이 되는데, 이는 학자들이 성경의 원본은 그리스어로 저술되었으리라 믿기 때문이다. 신약성경 본문은 또한 다른 언어의 사본으로 번역된 형태로, 또는 초기 교회의 교부의 저술 안에서 인용된 형태로 발견된다.
그리스어 신약성서의 연구자료에는 일련의 약자와 접두사가 다른 언어판의 성경을 가리키는 기호로 사용되는데, it가 고라틴어, 개별의 고라틴어 사본은 소문자로, vg는 불가타로, sys는 시나이 팔림프세스트, syc는 큐레톤 복음서, syp는 페시타, co는 콥트어 성서, ac는 아크밈, bo는 보하이리어, sa는 사히딕어, arm은 아르메니아어 성경, geo는 조지아어 성경, got는 고트어, aeth는 에티오피아어, slav는 고대 교회 슬라브어를 의미한다.

### 신약성경 사본의 년도 측정 방법

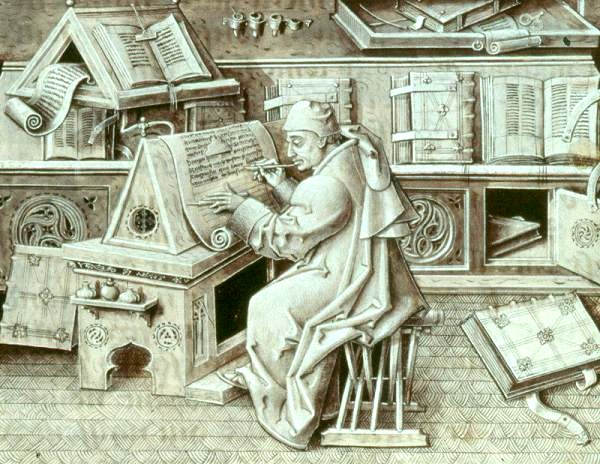
중세 필경사의 작업의 묘사

신약성경의 책들은 1세기 경에는 완성된 것으로 보여진다. 그러나 신약성경의 원본은 남아 있지 않다. 원 저자의 자필 원고는 먼 옛날에 없어지거나 파손되어, 현재 남아 있는 것은 원고의 복사본에 해당한다. 일반적으로 이들 사본은, 원본의 복사본이 아닌, 원본을 복사한 다른 사본에서 수백 년을 걸쳐 만들어진 것들이다. 사본의 제작 시기를 필체의 유형을 통해 알아내는 과학인 고문서학은 현재 알려진 수단 중에 가장 정확하고 객관적인 사본 제작 시기의 판별 수단이다. 사본은 그 필체의 유사성에 따라 같은 부류로 묶이며, 상대적으로 짧은 시기의 변화도 정확하게 파악될 수 있다. 방사성 탄소 연대 측정법을 이용한 사본 재질의 시기 측정을 위해서는, 대상 사본의 작은 부분이 자연 발생적으로 부식될 수 있어, 이는 고문서학의 방법에 비해 정밀도가 떨어진다. 고문서학적 방법과 방사성 탄소 연대 측정법은 측정 가능한 시기의 범위를 아는 방법으로, 이 방법이 얼마나 더 조밀해질 수 있는지에 대해서는 논의의 대상이다. 방사선 탄소 연대 측정법으로는 10년에서 100년 정도의 범위 단위까지 판별해낼 수 있으며, 고문서학의 방법으로는 25년에서 125년 정도의 범위 단위가 파악 가능하다고 한다.

#### 현존하는 초기 사본
신약성경의 초창기 사본 가운데 가장 오래된 것은, 명함 크기의 파피루스에 요한 복음서가 기록된 것으로(레일란드 도서관 파피루스 {\displaystyle {\mathfrak {P}}}52(Rylands Library Papyrus P52)) 2세기 중엽으로 추측된다. 완전판의 신약성경 낱권 사본은 서기 200년 전후에 나타나며, 신약성경 전체의 완전본은 4세기에 작성된 시나이 사본({\displaystyle \aleph })이다. 신약성경의 각 낱권 별로 발견된 현존하는 사본을 다음 표에 정리한다.
| 낱권     | 현존하는 가장 오래된 사본 | 년대                             | 상태      |
| 마태     | {\displaystyle {\mathfrak {P}}}1, {\displaystyle {\mathfrak {P}}}19, {\displaystyle {\mathfrak {P}}}21, {\displaystyle {\mathfrak {P}}}25, {\displaystyle {\mathfrak {P}}}37, {\displaystyle {\mathfrak {P}}}45, {\displaystyle {\mathfrak {P}}}53, {\displaystyle {\mathfrak {P}}}64, {\displaystyle {\mathfrak {P}}}67, {\displaystyle {\mathfrak {P}}}70, {\displaystyle {\mathfrak {P}}}77, {\displaystyle {\mathfrak {P}}}101, {\displaystyle {\mathfrak {P}}}103, {\displaystyle {\mathfrak {P}}}104 | 약 150~250년(2세기~3세기)        | 대형 파편 |
| 마르     | {\displaystyle {\mathfrak {P}}}45 | 약 250년(3세기)                  | 대형 파편 |
| 루카     | {\displaystyle {\mathfrak {P}}}4, {\displaystyle {\mathfrak {P}}}69, {\displaystyle {\mathfrak {P}}}75, {\displaystyle {\mathfrak {P}}}45 | 약 175~250년 (2~3세기)           | 대형 파편 |
| 요한     | {\displaystyle {\mathfrak {P}}}5, {\displaystyle {\mathfrak {P}}}6, {\displaystyle {\mathfrak {P}}}22, {\displaystyle {\mathfrak {P}}}28, {\displaystyle {\mathfrak {P}}}39, {\displaystyle {\mathfrak {P}}}45, {\displaystyle {\mathfrak {P}}}52, {\displaystyle {\mathfrak {P}}}66, {\displaystyle {\mathfrak {P}}}75, {\displaystyle {\mathfrak {P}}}80, {\displaystyle {\mathfrak {P}}}90, {\displaystyle {\mathfrak {P}}}95, {\displaystyle {\mathfrak {P}}}106                                       | 약 125~250년 (2~3세기)           | 대형 파편 |
| 사도행전 | {\displaystyle {\mathfrak {P}}}29, {\displaystyle {\mathfrak {P}}}38, {\displaystyle {\mathfrak {P}}}45, {\displaystyle {\mathfrak {P}}}48, {\displaystyle {\mathfrak {P}}}53, {\displaystyle {\mathfrak {P}}}74, {\displaystyle {\mathfrak {P}}}91 | 3세기 초                         | 대형 파편 |
| 로마     | {\displaystyle {\mathfrak {P}}}27, {\displaystyle {\mathfrak {P}}}40, {\displaystyle {\mathfrak {P}}}46 | 약175~225년 (2~3세기)            | 파편      |
| 1고린    | {\displaystyle {\mathfrak {P}}}14, {\displaystyle {\mathfrak {P}}}15, {\displaystyle {\mathfrak {P}}}46 | 약 175–225 (2~3세기)             | 파편      |
| 2고린    | {\displaystyle {\mathfrak {P}}}46 | 약 175~225년 (2~3세기)           | 파편      |
| 갈라     | {\displaystyle {\mathfrak {P}}}46 | 약 175~225년 (2~3세기)           | 파편      |
| 에페     | {\displaystyle {\mathfrak {P}}}46, {\displaystyle {\mathfrak {P}}}49 | 약 175~225년 (2~3세기)           | 파편      |
| 필립     | {\displaystyle {\mathfrak {P}}}16, {\displaystyle {\mathfrak {P}}}46 | 약 175~225년 (2~3세기)           | 파편      |
| 골로     | {\displaystyle {\mathfrak {P}}}46 | 약 175~225년 (2~3세기)           | 파편      |
| 1데살    | {\displaystyle {\mathfrak {P}}}30, {\displaystyle {\mathfrak {P}}}46, {\displaystyle {\mathfrak {P}}}65 | 약 175~225년 (2~3세기)           | 파편      |
| 2데살    | {\displaystyle {\mathfrak {P}}}30 | 3세기초                          | 파편      |
| 1디모    | {\displaystyle \aleph } | 약 350년 (4세기)                 | 완전본    |
| 2디모    | {\displaystyle \aleph } | 약 350년 (4세기)                 | 완전본    |
| 디도     | {\displaystyle {\mathfrak {P}}}32 | 약 200년 (2세기 말~3세기 초)     | 파편      |
| 필레     | {\displaystyle {\mathfrak {P}}}87 | 3세기                            | 파편      |
| 히브     | {\displaystyle {\mathfrak {P}}}12, {\displaystyle {\mathfrak {P}}}13, {\displaystyle {\mathfrak {P}}}17, {\displaystyle {\mathfrak {P}}}46 | 약 175~225년 (2~3세기)           | 파편      |
| 야고     | {\displaystyle {\mathfrak {P}}}20, {\displaystyle {\mathfrak {P}}}23, {\displaystyle {\mathfrak {P}}}100 | 3세기                            | 파편      |
| 1베드    | {\displaystyle {\mathfrak {P}}}81, {\displaystyle {\mathfrak {P}}}72 | 약 300년(3세기 말~ 4세기 초)     | 파편      |
| 2베드    | {\displaystyle {\mathfrak {P}}}72 | 약 300년(3세기 말~ 4세기 초)     | 파편      |
| 1요한    | {\displaystyle {\mathfrak {P}}}9 | 3세기                            | 파편      |
| 2요한    | {\displaystyle \aleph } | 약 350년 (4세기)                 | 완전본    |
| 3요한    | {\displaystyle \aleph } | 약 350년 (4세기)                 | 완전본    |
| 유다     | {\displaystyle {\mathfrak {P}}}72, {\displaystyle {\mathfrak {P}}}78 | 약 300년 (3세기 후반 ~ 4세기 초) | 파편      |
| 묵시     | {\displaystyle {\mathfrak {P}}}18, {\displaystyle {\mathfrak {P}}}24, {\displaystyle {\mathfrak {P}}}47, {\displaystyle {\mathfrak {P}}}98, {\displaystyle {\mathfrak {P}}}115 | 약 150~250년 (2~3세기)           | 파편      |

### 본문 비평
고문서학이 옛 문헌에 대한 연구임에 대해, 원본이었음직한 본문을 재구성하기 위해 사본을 연구하는 학문은 본문 비평에 속한다.
신약성경의 원본이 현존하고 있지는 않으며, 현재 존재하는 사본은 또 다른 사본을 복제한 것이다. 본문 비평은 일치하지 않는 사본들을 대상으로 어떤 본문의 형태가 보다 원본에 가까운 것으로 취급되어야 하는가를 확인하는 작업이다. 신약성경은 전해 내려오는 세 종류의 사본으로 보존되어왔다. 4세기의 알렉산드리아 사본 형태, 서방 본문 형태, 비잔틴 텍스트 형태가 그것이며, 이들 사본은 전체의 80% 이상을 점유하며, 비교적 나중 시대의 것들이다.
19세기 중엽부터 신약성경의 그리스어 본문의 편집에 있어서 절충주의(eclecticism)가 지배적인 방법으로 자리잡았다. 이는 그리스어 신약성경에도 영향을 끼쳐, 2014년부터는 UBS 5판과 네스틀레 알란트의 28판 양쪽에도 대응된다. 성서 비평에서 절충주의 방법은 많은 수의 본문의 예를 수집 조사하여 그중에 가장 그럴 듯한 결과를 도출하는 방식을 띈다. 그 과정의 결과로 구성된 텍스트는 많은 증거들에서 차용한 읽는 법들이 포함되어 있다. 순수한 절충주의적 방법은 어떤 단일한 증거만을 드는 것은 이론적으로 바람직하지 않게 여겨진다. 대신 내적 및 외적 자료들에 의존한 여러 증거에 대한 의견들로 구성된다. 그럼에도 불구하고 가급적 오래된 알렉산드리아 본문 형태에 속하는 사본들이 주로 선택되며, 중요한 본문들은 알렉산드리아 사본 배치에 따르고 있다.오늘날의 신약성경의 번역판들은 이 사본들을 바탕으로 하고 있다.
성서 철학자 바트 D. 에르만은 다음과 같이 남기고 있다. "물론, 신약성서가 시대를 거쳐오며 만들어진 사본들을 통해 충분히 검증된 것은 사실이다. 그러나 이들 사본 중 몇세기를 거쳐오며 원본에서 많은 부분이 사라졌고, 남은 것들 중에 완벽하게 정확한 것은 없다. 이들 사본에는 전부 오류가 포함되어 있어 전부 합하면 몇천 개 정도 될 것이다. 신약성경의 원래의 문장을 재구성하는 것은 쉬운 일은 아니다."신약성경의 본문 증거에 관한 브루스 M. 메츠거의 발언 중에는 다음과 같은 내용이 있다.
이상의 통계들의 유의성을 검증하는데 있어서..., 반드시 고려해야 하는 것은, 대조적으로, 고대 자료들의 본문을 보존하고 있는 사본의 숫자이다.
호메로스의 일리아드...는 457본의 파피루스, 언셜 사본 2점, 188점의 소문자 필사본에 기록되어 있다. 비극작가들 중에서 에우리피데스의 작품의 사본은 가장 풍부하다.
그의 현존하는 작품은 파피루스 54점과 앙피지 사본 276점이 내려오고 있으며, 대부분이 비잔틴 시대에서 유래된 것들이다.... 신약성경의 각책들의 구성 시기와 가장 오래된 현존하는 사본의 구성시기는 상대적으로 가깝다. 몇몇 고전의 작가들에서처럼 몇백년의 시간 공백이 흐른 것이 아니라, 신약성경의 일부 파피루스 사본은 원본 문서가 구성된 이후부터 100년 이내에 복제가 된 것들이 현존하고 있다.

성서 철학자 개리 하버마스는 덧붙인다. '이것이 의미하는 것은, 신약성경은 다른 고전 작품들에 비교해 훨씬 더 먼 예전 시기의 사본들이 많이 존재한다. 6000점 미만의 신약성경 사본이 있으며, 이것들은 처음 기록되고부터 100년 정도 되어 복제된 사본들이다. 고전 기록들 대부분은 20여 남짓의 사본이 있고 대략 처음 구성에서부터 700년~1400년이 흐른 것들이다. 이런 의미에서, 고전들은 검증이 쉽지 않다. 물론 이것이 진실을 보증하는 것은 아니나, 신약성경의 재구성은 훨씬 용이함을 의미한다. 장르로 말하자면, 복음서는 로마 시대의 일대기의 예로 오늘날 받아들여진다.

### 사본 목록
- 신약성경 파피루스의 목록 - en:List of New Testament papyri
- 신약성경 언셜체 사본의 목록 - en:List of New Testament uncials
- 신약성경 소문사 필사본의 목록 - en:List of New Testament minuscules
- 신약성경 성구집 사본 목록 - en:List of New Testament lectionaries
- 신약성경 라틴어 사본 목록 - en:List of New Testament Latin manuscripts

## 같이 보기
- 고대 문학
- 성서비평학
- 본문 비평
- 나그함마디 문서

## 참고 문헌
- Barkay, G., A.G. Vaughn, M.J. Lundberg and B. Zuckerman, "The Amulets from Ketef Hinnom: A New Edition and Evaluation," Bulletin of the American Schools of Oriental Research 334 (2004): 41-71. (An innovation in the report was the simultaneous publication of an accompanying "digital article," a CD version of the article and the images).
- F. F. Bruce (1964). "The Last Thirty Years" 보관됨 2017-08-12 - 웨이백 머신. Story of the Bible. ed. Frederic G. Kenyon Retrieved June 19, 2007
- Aland, Kurt; Barbara Aland (1995). 《The Text of The New Testament: An Introduction to the Critical Editions and to the Theory and Practice of Modern Textual Criticism》. 번역 Erroll F. Rhodes 2판. Grand Rapids, MI: Wm. B. Eerdmans Publishing Company. 40f, 72f쪽. ISBN 0-8028-4098-1.
- Ehrman, Bart D. (2004). 《The New Testament: A Historical Introduction to the Early Christian Writings》. New York: Oxford. 480f쪽. ISBN 0-19-515462-2.
- 브루스 메츠거(Bruce Metzger) The Text of the New Testament: Its Transmission, Corruption and Restoration, Oxford University Press, 2005. ISBN 0-19-516667-1
- Nestle-Aland Novum Testamentum Graece rv. 27 (2006) Hendrickson Publishers, ISBN 1-59856-172-3
- Seid, Timothy W. “Interpreting Ancient Manuscripts”. 《Interpreting Ancient Manuscripts Web - Earlham School of Religion》. 2007년 6월 19일에 확인함.
- Waltz, Robert. “An Introduction to New Testament Textual Criticism”. 《A Site Inspired By: The Encyclopedia of New Testament Textual Criticism》. 2007년 6월 18일에 원본 문서에서 보존된 문서. 2007년 6월 19일에 확인함.
- Wilson, Robert Dick. (1929) 'The Textual Criticism of the Old Testament', The Princeton Theological Review 27: pp. 40f.